# SSE2
SSE2 (англ. Streaming SIMD Extensions 2, потокове SIMD-розширення процесора) — це SIMD (англ. Single Instruction, Multiple Data, Одна вказівка — багато даних) набір указівок, розроблених Intel, і вперше представлених у процесорах серії Pentium 4.
SSE2 використовує вісім 128-бітних регістра (xmm0 до xmm7), що увійшли до архітектури x86 з вводом розширення SSE, кожний з яких трактується як послідовність 2 значень з плаваючою точкою подвійної точності. SSE2 містить у собі набір указівок, який виконує дії зі скалярними і упакованими типами даних. Також SSE2 містить вказівки для потокової обробки цілочислових даних у тих же 128-бітних xmm регістрах, що робить це розширення більш прийнятним для цілочислових обрахунків, ніж використання набору вказівок MMX, що з'явилися набагато раніше.
Перевага в швидкості обчислень досягається в тому випадку, коли необхідно виконати одну й ту ж послідовність дій над різними даними.